# Jean-Marie Compagnon de La Servette
Jean-Marie Compagnon de La Servette, né le 15 juillet 1766 à Leyment (Ain) et mort le 7 juillet 1843 à Bourg-en-Bresse (Ain), est un homme politique français.

## Biographie
Propriétaire, maire de Leyment, conseiller général du canton de Lagnieu, il est député de l'Ain de 1822 à 1827, siégeant dans la majorité de droite soutenant la Restauration.

## Sources
« Jean-Marie Compagnon de La Servette », dans Adolphe Robert et Gaston Cougny, Dictionnaire des parlementaires français, Edgar Bourloton, 1889-1891 [détail de l’édition]